# C.L.R. James
Cyril Lionel Robert (C.L.R.) James född 1901, död 1989, var en trinidansk historiker, journalist och socialist.
Han skrev bland annat om den haitiska revolutionen, om den kommunistiska internationalens historia och om cricket, och hans texter är fortfarande inflytelserika.

## Biografi
James föddes i Trinidad och Tobago som då var en del av det Brittiska imperiet. Han var en outtröttlig politisk aktivist.  
1933 flyttade han till London och blev aktiv inom den trotskistiska världsrörelsen. 
1938 flyttade han till USA där han bodde i 20 år. 1953 flyttade han tillbaka till London och fem år senare återvände han till Trinidad. Efter 1960 reste James i Afrika och Karibien och studerade kulturens roll över gränser. Från 1968 var han lärare på University of the District of Columbia.
James dog i London den 19 maj 1989, 88 år gammal. Han begravdes den 12 juni i Tunapuna på Trinidad.

## Privatliv
Mellan 1956 och 1980 var han gift med Selma James.

## Texter
James bok World Revolution från 1937 handlar om den kommunistiska internationalens historia, och The Black Jacobins från 1938 handlar om revolutionen på Haiti. Hans bok Minty Alley från 1936 var den första romanen av en svart västindier som publicerades i Storbritannien.
Han har beskrivits som en "anti-stalinistisk dialektiker", och han var en banbrytande och inflytelserik röst inom postkolonial litteratur - som läses fortfarande idag. 
James var en entusiastisk idrottsman och skrev också om cricket. Hans bok Beyond a Boundary från 1963 har kallats den bästa bok som skrivits om cricket, och till och med den bästa boken om sport som någonsin skrivits.
Han skrev ibland under pseudonymen J. R. Johnson. 